# Holly Madison

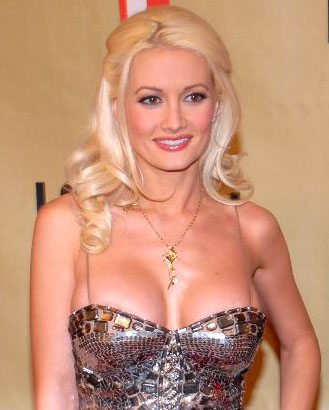
Holly Madison

Holly Madison, geboren als Holly Sue Cullen, (Astoria (Oregon), 23 december 1979) is een Amerikaans model en tv-persoonlijkheid, bekend van de televisieserie The Girls Next Door met Playboy-uitgever Hugh Hefner. In 2009 deed zij mee aan de Amerikaanse versie van Dancing with the Stars.

## Levensloop
Madison groeide op in Alaska, haar familie vestigde zich later in Oregon.
In 1999 verhuisde Madison naar Los Angeles, en kreeg een uitnodiging voor de Playboy Mansion, de villa van Hugh Hefner. Na meer dan een jaar werd zij een van de drie officiële Hefner-vriendinnen, in augustus 2001. Hefner maakte begin 2008 bekend dat hij graag nog een kind met Madison wilde, maar in oktober 2008 werd de relatie beëindigd. Madison verscheen in november 2005 op de cover van Playboy Magazine en nogmaals in september 2006 en maart 2008. In april 2007 verscheen Madison naakt in een anti-bontadvertentie van PETA.
Sinds 2009 staat Madison in de nieuwe Las Vegas burlesque show PEEPSHOW in het Planet Hollywood Hotel. Madison zou voor drie maanden in de show staan, maar wegens het grote succes staat ze er al iets langer dan een jaar en zal ze in ieder geval tot eind 2010 in de show te zien zijn.
Madison en haar partner Pasquale Rotella hebben een dochter (2013) en een zoon (2016).